# Zwerghutias
Die Zwerghutias oder Zwergbaumratten  (Mesocapromys) sind eine Nagetiergattung aus der Unterfamilie der Baumratten (Capromyinae). Die vier heute noch lebenden Arten dieser Gattungen leben auf Kuba und vorgelagerten Inseln und sind vom Aussterben bedroht.

## Allgemeines
Zwerghutias ähneln der Hutiaconga und wurden früher in dieselbe Gattung (Capromys) eingeordnet, werden aber deutlich kleiner. Sie erreichen eine Kopfrumpflänge von 21 bis 30 Zentimeter und eine Schwanzlänge von 18 bis 21 Zentimeter. Sie ähneln dickköpfigen Ratten, ihr Fell ist dunkelbraun oder schwarz gefärbt.
Über die Lebensweise dieser Tiere ist kaum etwas bekannt, ihr Lebensraum sind Sümpfe und Marschlandschaften.
Obwohl die vier Arten geschützt sind, werden sie durch die Zerstörung ihres Lebensraums und durch eingeschleppte Hausratten bedroht. Alle vier Arten werden von der IUCN als „vom Aussterben bedroht“ (critically endangered) gelistet.

## Arten
Je nach Quelle werden vier bis fünf Arten der Langschwanzhutias in die Gattung eingeordnet. Im Handbook of the Mammals of the World werden vier Arten gelistet:
- Die Cabrera-Baumratte (Mesocapromys angelcabrerai) lebt auf der Insel Cayos de Ana Maria vor der Südküste Kubas und möglicherweise am angrenzenden Festland.
- Die Langohr-Baumratte (Mesocapromys auritus) kommt nur auf der Insel Cayo Fragoso vor der Nordküste Kubas vor.
- Die Zwergbaumratte (Mesocapromys nanus) lebt auf der Halbinsel Zapata in der Provinz Matanzas. Die Tiere selbst wurden seit den 1930er-Jahren nicht mehr gesichtet, es gibt aber jüngere Funde von Fußspuren und Fäkalien, die andeuten, dass die Art noch leben könnte.
- Die Schwarzschwanz-Baumratte (Mesocapromys melanurus) im östlichen Teil der Hauptinsel Kuba.

Wilson & Reeder benennt zusätzlich die San-Felipe-Baumratte (Mesocapromys sanfelipensis) von der Insel Cayo Juan Garcia vor der kubanischen Südwestküste Eine Reihe weiterer Arten ist nur durch Knochenfunde bekannt, sie gelten allesamt als ausgestorben. Dazu zählen M. gracilis und M. minimus.

## Belege
1. ↑  Genus Mesocapromys. In: P.H. Fabre, J.L. Patton, Y.L.R. Leite: Family Echimyidae (Hutias, Coypu and South-American Spiny Rats) In: Don E. Wilson, T.E. Lacher, Jr., Russell A. Mittermeier (Hrsg.): Handbook of the Mammals of the World: Lagomorphs and Rodents 1. (HMW, Band 6) Lynx Edicions, Barcelona 2016, S. 595–596, ISBN 978-84-941892-3-4.
2. ↑  Don E. Wilson & DeeAnn M. Reeder (Hrsg.): Mesocapromys in Mammal Species of the World. A Taxonomic and Geographic Reference (3rd ed).